# Lagoa da Prata
Lagoa da Prata is een gemeente in de Braziliaanse deelstaat Minas Gerais. De gemeente telt 47.007 inwoners (schatting 2009).

## Geboren
- Gilberto Silva (1976), voetballer
- Núbia Soares (1996), hink-stap-springen atleet